# Robert Als
Robert Als, né le 12 février 1897 à Kleinbettingen (Luxembourg) et mort le 14 février 1991 à Luxembourg-Ville (Luxembourg), est un juriste, diplomate et homme politique luxembourgeois.

## Biographie
Robert Als a fait ses études en droit aux cours supérieurs de Luxembourg, ainsi qu’aux universités de Heidelberg, Munich, Dijon et Paris.
En 1929, il a été juge de paix à Esch-sur-Alzette. De 1929 à 1932, il a été substitut du procureur d’État et jusqu’en 1941, avocat général à Luxembourg.
Pendant la Seconde Guerre mondiale, il a été assigné temporairement aux travaux forcés sur la Reichsautobahn à Wittlich et comme employé à l’administration communale de Bitbourg.
Robert Als a exercé la fonction de procureur d’État en octobre 1944. Il a été nommé ministre de l’Intérieur et de l’Épuration en février 1945. Il a été ministre plénipotentiaire représentant le Grand-Duché en Belgique (1945/1946), puis en France (1946-1952), avant d’exercer la fonction d’ambassadeur du Luxembourg en France (octobre 1955-août 1962).
Pierre Dupong avait fait appel à Robert Als pour entrer au gouvernement, au moment où la Grande-Duchesse se trouvait encore en exil à Londres. Robert Als « dut se défendre contre certains partisans (de la pratique) d’une rigueur extrême qui aurait ébranlé le pays », mais de toute façon, il n’avait pas dans ses attributions l’épuration administrative visant les adhérents à la VdB (incombant au ministre de la Justice).

## Distinction
- Grand officier de l'ordre de la Couronne de chêne[1] (promotion 1960, Luxembourg)